# Kerry Abello
Kerry Margaret Abello, född den 17 september 1999 i Elmhurst, Illinois, är en amerikansk fotbollsspelare.

## Biografi
Kerry Abello inledde sin seniorkarriär i Chicago Red Stars, efter att ha spelat collegefotboll för Penn State Nittany Lions. 2022 kontrakterades hon av Orlando Pride för spel i National Women's Soccer League. Hon har även representerat det amerikanska damlandslaget där hon debuterade 2025.